# Lingua ergativo-assolutiva
In linguistica, una lingua ergativo-assolutiva o semplicemente ergativa (dal verbo greco ἐργάζομαι ergàzomai "lavorare", "produrre") è una lingua che tratta allo stesso modo il soggetto di un verbo intransitivo e l'oggetto di un verbo transitivo, distinguendoli entrambi dal soggetto di un verbo transitivo. Per confronto, le lingue nominativo-accusative trattano allo stesso modo il soggetto di un verbo intransitivo con l'agente di un verbo transitivo. 

## Lingue ergative e lingue accusative a confronto
La caratteristica distintiva di una lingua ergativa è che mantiene un'equivalenza tra l'oggetto di un verbo transitivo e il soggetto di un verbo intransitivo, e tratta il soggetto, meglio definito come agente, di un verbo transitivo in maniera differente. Questo contrasta con le lingue nominativo-accusative (come l'italiano, ma più evidente in latino), dove il soggetto di un verbo transitivo e quello di un verbo intransitivo sono trattati allo stesso modo (spesso sotto il caso nominativo) e contrastano con l'oggetto del verbo transitivo (spesso sotto il caso accusativo).
Le lettere, secondo una convenzione che risale a Comrie (1978) e a Dixon (1979), sono da intendersi come segue:
- O = oggetto di un verbo transitivo;[1]
- S = soggetto di un verbo intransitivo;
- A = agente di un verbo transitivo.

La relazione tra i sistemi ergativo e accusativo può essere rappresentata schematicamente come in seguito:
|   | Ergativo-assolutivo | Nominativo-accusativo |
| O | uguale              | differente            |
| S | uguale              | uguale                |
| A | differente          | uguale                |

Si noti che soggetto come usato qui si riferisce solamente all'unico argomento obbligatorio di un verbo intransitivo (invece nelle grammatiche delle lingue nominativo-accusative il termine soggetto viene spesso definito combinando i ruoli del soggetto intransitivo e dell'agente transitivo, ma ciò non è corretto quando ci si riferisce alle lingue ergativo-assolutive, o quando si parla di allineamento morfosintattico in genere).
Per aiutare la comprensione, si può simulare che l'italiano sia una lingua ergativa; la declinazione, ad esempio dei pronomi, è legata alla funzione di tale pronome in una frase:
Italiano accusativo (come effettivamente è)
```
Io 
(S)
 ho viaggiato.

Io 
(A)
 ho invitato te (O) a venire con me.
```

Italiano ergativo (ipotetico)
```
Me (S) ho viaggiato.

Io (A) ho invitato te (O) a venire con me.
```

In questo caso, la declinazione per S e O è la stessa (Acc).

## Realizzazione dell'ergatività
Possono seguire uno schema ergativo-assolutivo svariati fenomeni linguistici. L'allineamento può realizzarsi con mezzi puramente morfologici, oppure può investire il dominio della sintassi.

### Ergatività morfologica

#### Marche di caso
Se la lingua fa uso di casi, si avrà una distinzione tra:
- la marca del soggetto di un verbo transitivo (A), ossia il caso ergativo;
- la marca comune al soggetto di un verbo intransitivo (S) e all'oggetto di un verbo transitivo (O), ossia il caso assolutivo.

Si osservi che in alcune tradizioni scientifiche il caso assolutivo mantiene il nome di caso 'nominativo', trattandosi spesso anche della forma con cui si nomina e si individua un referente (coerentemente, è in uso la dicitura di sistema 'ergativo-nominativo', in tutto equivalente a quella qua usata di sistema 'ergativo-assolutivo').
I seguenti esempi dalla lingua basca dimostrano il sistema di casi ergativo-assolutivo:
| Lingua ergativa | Lingua ergativa      | Lingua ergativa      | Lingua ergativa | Lingua ergativa           | Lingua ergativa           | Lingua ergativa           |
| --------------- | -------------------- | -------------------- | --------------- | ------------------------- | ------------------------- | ------------------------- |
| Frase:          | Gizona etorri da.    | Gizona etorri da.    |                 | Gizonak mutila ikusi du.  | Gizonak mutila ikusi du.  | Gizonak mutila ikusi du.  |
| Parole:         | gizona-∅             | etorri da            |                 | gizona-k                  | mutila-∅                  | ikusi du                  |
| Schema:         | l'uomo-ASS           | è arrivato           |                 | l'uomo-ERG                | il ragazzo-ASS            | vide                      |
| Funzione:       | S                    | VERBintrans          |                 | A                         | O                         | VERBtrans                 |
| Traduzione:     | ‘L'uomo è arrivato.' | ‘L'uomo è arrivato.' |                 | ‘L'uomo vide il ragazzo.' | ‘L'uomo vide il ragazzo.' | ‘L'uomo vide il ragazzo.' |

In basco gizona è "l'uomo" e mutil è "ragazzo". Gizona ha una marcatura di caso differente a seconda del fatto che sia l'argomento di un verbo transitivo o di un verbo intransitivo. La prima forma è all'assolutivo, marcato dal morfema zero (-∅) e la seconda forma è all'ergativo, marcato da un suffisso -k. Il soggetto della proposizione intransitiva e l'oggetto della frase transitiva hanno entrambe lo stesso caso assolutivo, mentre il caso ergativo appare solo sull'agente transitivo.
Invece il giapponese, una lingua nominativo-accusativa, marca i nomi con un differente sistema di casi:
| Lingua accusativa | Lingua accusativa | Lingua accusativa | Lingua accusativa | Lingua accusativa         | Lingua accusativa         | Lingua accusativa         |
| ----------------- | ----------------- | ----------------- | ----------------- | ------------------------- | ------------------------- | ------------------------- |
| Frase:            | Otoko ga tsuita.  | Otoko ga tsuita.  |                   | Otoko ga kodomo o mita.   | Otoko ga kodomo o mita.   | Otoko ga kodomo o mita.   |
| Parole:           | otoko ga          | tsuita            |                   | otoko ga                  | kodomo o                  | mita                      |
| Schema:           | uomo NOM          | arrivò            |                   | uomo NOM                  | bambino ACC               | vide                      |
| Funzione:         | S                 | VERBintrans       |                   | A                         | O                         | VERBtrans                 |
| Traduzione:       | ‘L'uomo arrivò.'  | ‘L'uomo arrivò.'  |                   | ‘L'uomo vide il bambino.' | ‘L'uomo vide il bambino.' | ‘L'uomo vide il bambino.' |

In questa lingua otoko, soggetto di un verbo intransitivo e agente della frase transitiva, viene marcato dal nominativo ga. Comunque kodomo, oggetto della frase transitiva, viene marcato dall'accusativo o.

#### Morfemi di accordo nel verbo
L'ergatività si può manifestare anche nella struttura dell'accordo verbale, nella misura in cui la classe dei morfemi che codificano l'accordo con S è deputata anche all'accordo con O ed è diversa da quella impiegata per l'accordo con A. Un assetto del genere è particolarmente evidente nel caso di accordo polipersonale, come nei seguenti esempi in abaza:
d-θád "lui/lei (S) è andato/a"
h-θád "noi (S) siamo andati"
h-l-bád "lei (A) ha visto noi (O)"
h-y-bád "lui (A) ha visto noi (O)"
d-h-bád "noi (A) abbiamo visto lui/lei (O)"
|     | S/O | A   |
| --- | --- | --- |
| noi | h-  | -h- |
| lui | d-  | -y- |
| lei | d-  | -l- |

Gli esempi che seguono, dallo swahili, illustrano invece un accordo polipersonale con allineamento nominativo-accusativo:
tu-li-anguka "noi (S) siamo caduti"
m-li-anguka "voi (S) siete caduti"
m-li-tu-ona "voi (A) avete visto noi (O)"
tu-li-wa-ona "noi (A) abbiamo visto voi (O)"
|     | S/A | O    |
| --- | --- | ---- |
| noi | tu- | -tu- |
| voi | m-  | -wa- |

Naturalmente, l'allineamento dei morfemi di accordo verbale può essere ergativo-assolutivo o nominativo-accusativo anche in assenza di accordo polipersonale: nel primo caso, il verbo si accorderà solo con S/O (ad esempio in avaro); nel secondo, si accorderà solo con S/A (ad esempio nelle lingue indoeuropee).
L'allineamento dei casi e quello dei morfemi di accordo verbale non sono due parametri del tutto indipendenti. È possibile che siano entrambi di tipo nominativo-accusativo (ad esempio in latino) o entrambi di tipo ergativo-assolutivo (ad esempio, di nuovo, in avaro). Se però hanno valori differenti, è sempre l'allineamento dei casi ad essere ergativo. Detto altrimenti, un allineamento ergativo-assolutivo delle marche di accordo verbale implica un allineamento ergativo-assolutivo delle marche di caso.

### Ergatività sintattica
L'ergatività si può manifestare anche attraverso la sintassi insieme alla morfologia. L'ergatività sintattica è abbastanza rara, e, mentre tutte le lingue che la manifestano hanno anche l'ergatività morfologica, poche lingue che manifestano l'ergatività morfologica hanno anche una sintassi ergativa. Come per la morfologia, l'ergatività sintattica si può porre su un continuum, in base a cui certe operazioni sintattiche possono esprimersi accusativamente mentre altre ergativamente. Il grado dell'ergatività sintattica è quindi dipendente dal numero di operazioni sintattiche che trattano il soggetto come l'oggetto. L'ergatività sintattica si riferisce anche all'ergatività inter-frasale, come appare tipicamente nelle relazioni tra due proposizioni.
L'ergatività sintattica può apparire:
- nell'ordine delle parole (ad esempio l'argomento assolutivo viene prima del verbo e l'ergativo dopo il verbo)
- nelle proposizioni relative (determinando quale argomento debba essere relativizzato)
- nelle subordinate

#### Esempi
Ecco un esempio dell'ergatività sintattica nella costruzione della riduzione di congiunzione (proposizioni coordinate) in dyirbal in contrasto col sistema italiano (la (i) a pedice indica coreferenza). Per facilitare il raffronto sono stati omessi gli articoli nell'esempio italiano.
Italiano (Ordine delle parole SVO):
1. Padre tornò.
2. Padre vide madre.
3. Madre vide padre.
4. Padre (i) tornò e padre (i) vide madre.
5. Padre (i) tornò e ____(i) vide madre.
6. Padre (i) tornò e madre vide padre(i).
7. *Padre (i) tornò e madre vide ____(i). (forma non corretta, poiché il soggetto S e l'oggetto omesso O non possono essere coreferenziali.)

Djirbal (Ordine delle parole OSV):
1. Ŋuma banaganyu. (Padre tornò)
2. Yabu ŋumaŋgu buṛan. (let. Madre padre-ŋgu vide, cioè Padre vide madre)
3. Ŋuma yabuŋgu buṛan. (let. Padre madre-ŋgu vide, cioè Madre vide padre)
4. Ŋuma(i) banaganyu, yabu ŋumaŋgu(i) buṛan. (let. Padre(i) tornò, madre padre-ŋgu(i) vide, cioè Padre tornò, padre vide madre)
5. *Ŋuma(i) banaganyu, yabu ____(i) buṛan. (let. *Padre(i) tornò, madre ____(i) vide; forma non corretta perché il soggetto S e l'agente omesso A non possono essere coreferenziali)
6. Ŋuma(i) banaganyu, ŋuma(i) yabuŋgu buṛan. (let. Padre(i) tornò, padre(i) madre-ŋgu vide, cioè Padre tornò, madre vide padre)
7. Ŋuma(i) banaganyu, ____(i) yabuŋgu buṛan. (let. Padre(i) tornò, ____(i) madre-ŋgu vide, cioè Padre tornò, madre vide padre)

| Padre tornò. |             |
| padre        | tornò       |
| S            | VERBintrans |

| Padre tornò, e padre vide madre. |             |      |       |           |       |
| padre                            | tornò       | e    | padre | vide      | madre |
| S                                | VERBintrans | CONG | A     | VERBtrans | O     |

| Padre tornò e vide madre. |             |      |      |           |       |
| padre                     | tornò       | e    | ____ | vide      | madre |
| S                         | VERBintrans | CONG | A    | VERBtrans | O     |

| Ŋuma banaganyu. |             |
| ŋuma-∅          | banaganyu   |
| padre-ASS       | tornò       |
| S               | VERBintrans |
| "Padre tornò."  |             |

| Yabu ŋumaŋgu buṛan. |           |           |
| yabu-∅              | ŋuma-ŋgu  | buṛan     |
| madre-ASS           | padre-ERG | vide      |
| O                   | A         | VERBtrans |
| "padre vide madre." |           |           |

| Ŋuma yabuŋgu buṛan. |           |           |
| ŋuma-∅              | yabu-ŋgu  | buṛan     |
| padre-ASS           | madre-ERG | vide      |
| O                   | A         | VERBtrans |
| "Madre vide padre." |           |           |

| Ŋuma banaganyu, ŋuma yabuŋgu buṛan. |             |           |           |           |
| ŋuma-∅                              | banaganyu   | ŋuma-∅    | yabu-ŋgu  | buṛan     |
| padre-ASS                           | tornò       | padre-ASS | madre-ERG | vide      |
| S                                   | VERBintrans | O         | A         | VERBtrans |
| "Padre tornò e madre vide padre."   |             |           |           |           |

| Ŋuma banaganyu, yabuŋgu buṛan.        |             |          |           |           |
| ŋuma-∅                                | banaganyu   | ____     | yabu-ŋgu  | buṛan     |
| padre-ASS                             | tornò       | (omesso) | madre-ERG | vide      |
| S                                     | VERBintrans | O        | A         | VERBtrans |
| "Padre tornò e venne visto da madre." |             |          |           |           |

## Ergatività scissa
Il termine ergativo-assolutivo non viene considerato soddisfacente da alcuni studiosi, poiché ci sono poche lingue senza parti che esibiscano un allineamento nominativo-accusativo. Perciò propongono di parlare solamente di sistemi ergativo-assolutivi, che diverse lingue utilizzano a diversi livelli.
Molte lingue classificate come ergative in effetti mostrano un'ergatività scissa, in base a cui i modelli ergativi sintattici e morfologici vengono condizionati dal contesto grammaticale, tipicamente la persona o il tempo/aspetto del verbo. Il basco è quasi unico, avendo un sistema ergativo quasi completo.
In urdu ed in hindi, il caso ergativo viene marcato sull'agente dell'aspetto perfettivo per i verbi transitivi e intransitivi, mentre in altre situazioni l'agente appare al nominativo.
(1)
| लड़का                           | किताब         | ख़रीदता            | है            |
| laṛkā                         | kitāb       | kharīdtā        | hai          |
| ragazzo.m.nom                 | libro.m.nom | comprare.ipfv.m | essere.prs ¹ |
| "Il ragazzo compra un libro." |             |                 |              |
(2)
| लड़के-ने                              | किताब         | ख़रीदी             |
| laṛke-ne                           | kitāb       | kharīdī         |
| ragazzo.m-erg                      | libro.f.nom | comprare.f.prf¹ |
| "Il ragazzo ha comprato un libro." |             |                 |
(¹) L'analisi grammaticale è stata semplificata per mettere in risalto le caratteristiche importanti dell'esempio.
In dyirbal, i pronomi di prima e seconda persona seguono l'allineamento nominativo-accusativo, quelli di terza l'allineamento ergativo-assolutivo.
Il georgiano ha, nelle frasi al passato remoto (il cosiddetto "screeve aoristico"), un allineamento che può essere descritto come ergativo. Si confronti:
Katsi vashls chams. (კაცი ვაშლს ჭამს) "L'uomo sta mangiando una mela."
Katsma vashli chama. (კაცმა ვაშლი ჭამა) "L'uomo ha mangiato una mela."
Kats- è la radice della parola "uomo". Nella prima frase (presente iterato) l'agente è al caso nominativo (katsi). Nella seconda frase, che mostra un allineamento ergativo, la radice viene marcata con il suffisso ergativo -ma.
Tuttavia, molti verbi intransitivi in georgiano si comportano come transitivi e perciò utilizzano anch'essi l'ergativo, anziché il nominativo, per marcare il soggetto al passato (si tratta dei cosiddetti verbi di 3ª classe).
Altri verbi ancora, per quanto intransitivi, non solo marcano il soggetto come i transitivi, ma si coniugano anche come quelli (si tratta degli intransitivi di 1ª classe). Un esempio è dato dal verbo starnutire:
Katsma daatsemina. (კაცმა დააცემინა) "L'uomo starnutì."
In georgiano ci sono pochi altri verbi come questo e non c'è una chiara spiegazione sul perché questi verbi si siano evoluti in tal modo. Un'ipotesi è che tali verbi avevano in origine un oggetto diretto (nel caso di "starnutire" potrebbe essere stato "naso") e nel corso del tempo hanno perso o sottinteso questo oggetto, mantenendo però il loro comportamento transitivo.
Invece, i verbi di 3ª classe sono molto numerosi e costituiscono un'anomalia significativa nel sistema ergativo-assolutivo georgiano.

## Distribuzione delle lingue ergative
Le lingue tipicamente ergative sono, per la maggior parte, ristrette a specifiche regioni del mondo: il Caucaso, parti dell'America settentrionale e della Mesoamerica, e l'Australia.
Alcune lingue e famiglie linguistiche specifiche sono:
Europa
- il basco

Caucaso e Vicino Oriente
- l'hurrita (lingua morta)
- l'urarteo (lingua morta)
- il sumero (lingua morta)
- alcune lingue caucasiche, anche se non le lingue caucasiche meridionali come il georgiano
- il kurmanji (o curdo settentrionale), limitatamente ad alcune costruzioni

Africa
- il berbero (lingue afroasiatiche)

Asia
- il tibetano
- il samoano, il tagalog, e altre lingue austronesiane

Americhe
- le lingue eschimo-aleutine
- il maya
- le lingue mixe-zoque

Australia
- il djirbal e altre lingue australiane aborigene

Molte altre lingue hanno un'ergatività limitata come il pashtu, lo yahnobi (o yaghnobi) e l'hindi dove il comportamento ergativo avviene solo nel perfettivo.
Esistono rari esempi di lingue il cui allineamento verbale prevede la distinzione del soggetto (S) dei verbi intransitivi sia dall'agente (A) che dall'oggetto (O) dei verbi transitivi. Queste lingue impiegano tre casi distinti: l'intransitivo (S), l'ergativo (A) e l'accusativo (O) e, per questo motivo, sono dette lingue tripartite (o lingue ergativo-accusative). La scarsa diffusione di questo sistema di allineamento verbale può essere attribuita alla sua ridondanza, poiché l'argomento di un verbo intransitivo non può in alcun caso essere confuso con uno dei due argomenti di un verbo transitivo.  Gli esempi più studiati sono il nasi forati (una lingua penuti del plateau), il wangkumara e il kalaw kagaw ya (entrambe lingue australiane aborigene).

### L'indoeuropeo come lingua ergativa
Esistono teorie che affermano che il proto-indoeuropeo, la proto-lingua alla base della maggior parte delle lingue europee e di parte di quelle asiatiche, fosse di tipo ergativo-assolutivo in origine.
Ciò verrebbe messo in evidenza da due aspetti della lingua che resterebbero in dubbio, almeno parzialmente, con il tipo nominativo-accusativo.

#### Nominativi in -s.
La maggior parte dei nominativi di genere comune (maschile e femminile) ricostruiti presenta al nominativo il morfema suffissale -s, come:
- *dom-en-o-s (latino “dominus”)
- *rēg-s (latino “rex”)

Il nominativo dei nomi di genere neutro, però, non differisce da quella dell'accusativo (-m), desinenza identica all'accusativo dei nomi di genere comune.
Questa situazione può essere spiegata riformulando il sistema dei casi indoeuropeo in chiave ergativo-assolutiva. In tal modo la desinenza -s sarebbe da interpretare come la desinenza distintiva del caso ergativo, mentre -m (o anche -∅) distinguerebbe il caso assolutivo. I neutri sarebbero sostantivi che non possono essere agenti di un'azione transitiva e perciò non possono presentare la desinenza -s. Tale caratteristica sarebbe evidenziata soprattutto in ittita, dove i sostantivi neutri non possono mai essere agenti di un'azione transitiva, e, parzialmente, anche dalla loro incapacità di accordarsi col verbo, se si considera originaria la tendenza del greco ad accordare alla terza persona singolare i sostantivi neutri plurali:
Τὰ ζῷα ζῇ (gli animali vivono, ma letteralmente gli animali vive)
Così i neutri non potrebbero mai essere agenti transitivi ma solo oggetti e soggetti intransitivi e perciò avrebbero sempre la desinenza -m/-∅.
- *jugom (latino iugum, greco ζυγόν, sanscrito yugam)

#### Verbi con soggetto all'accusativo
In latino sono presenti alcuni verbi che hanno il soggetto logico espresso all'accusativo e si coniugano alla terza persona singolare. Ad esempio:
- me pudet = mi vergogno
- me piget = mi spiace
- me paenitet = mi pento

Queste forme trovano un riscontro nel tedesco:
- mich hungert = ho fame

Tali forme, non chiare in base al tipo nominativo-accusativo, verrebbero spiegate in base ergativo-assolutiva. In questo caso, essendo tali verbi intransitivi, il soggetto espresso sarebbe in caso assolutivo e coinciderebbe con la forma dell'oggetto dell'azione transitiva, esprimendosi con la forma *mē (da cui me latino e mich tedesco).